# Stygonyx courtneyi
Stygonyx courtneyi är en kräftdjursart som beskrevs av Edward Lloyd Bousfield och John R. Holsinger 1989. Stygonyx courtneyi ingår i släktet Stygonyx och familjen Crangonyctidae. Inga underarter finns listade i Catalogue of Life.